# Станя, Марта
Ста́ня, Ма́рта Яновна (латыш. Marta Staņa; 4 марта 1913 — 17 января 1972) — советский латвийский архитектор, автор проекта театра Дайлес в Риге — крупнейшего проекта культуры Латвийской ССР, включённого в независимой Латвии в культурный канон.

## Биография

### Ранние годы
Марта Станя родилась 4 марта 1913 года в Ерцинской волости Валкского уезда Лифляндской губернии Российской империи (нынешний Стренчский край Латвии). В послевоенные годы при обмене документов в них вкралась ошибка, и дата рождения была записана 4 января. Её отец — железнодорожный рабочий Янис Станя, вместе с женой Триной воспитывали четверых детей. Кроме Марты, в семье росли девочки Элза и Зелма и мальчик Янис. Жили очень бедно, поэтому и младшей дочери пришлось выбирать в буржуазной Латвии учебное заведение, где не взымали плату. Так, по примеру старшей сестры, Марта поступила в Елгавский учительский институт. Зарабатывала на жизнь частными уроками. Интерес к искусству побудил её посещать студию художника Романа Суты, однако эти занятия мешали учёбе, так что Стане пришлось выбирать — педагогика или искусство. Думая о будущем практично, Марта выбрала профессию учителя.

### К профессии архитектора
В 1932 году она окончила институт и получила распределение в Индру, в Латгалии, затем работала в Виесите и Лудзе. Одновременно она начала готовиться к поступлению в Латвийский университет на факультет архитектуры.
Отработав учителем обязательные четыре года, Марта в 1936 году поступила в университет, в мастерскую «С» Архитектурного факультета, которой руководил доцент Эрнест Шталберг, выпускник Петербургской академии художеств и приверженец стиля функционализма, который после возвращения из России вместе с Р. Сутой был одним из лидеров современного искусства в Латвии. Эта мастерская конкурировала с двумя другими. Первой руководил профессор Эйжен Лаубе, приверженец особого латышского пути в архитектуре, базирующегося на классическом наследии. Второй — профессор Паул Кундзиньш, исследователь народного строительного ремесла и публицист, украшавший свои проекты элементами латышского орнамента.
До войны латышским архитекторам были незнакомы современные веяния. Эмигрировавший в США Артурс Дамрозе признавался, что в годы учёбы (с 1931 года) не слышал про Ле Корбюзье или Bauhaus ни слова. «Латвийское общество архитекторов в своё время не только упустило борьбу за новую архитектуру, но даже не поддерживало её». В стиле функционализма в Риге работало в основном немецкое бюро «Karr & Bätge». Новаторские идеи Bauhaus не получили распространения из-за узости рынка, особенно в строительстве нового жилья, и дефицита новых материалов.
Из-за ограниченности средств Марта Станя училась в университете 9 лет, параллельно работая. До 1942 года она занимала должность строительного инспектора в Департаменте мореходства.
Осенью 1944 года большинство сотрудников и студентов архитектурного факультета ЛУ выехали в Германию с отступающими гитлеровскими войсками, Марта Станя и её педагог остались на родине. В созданном в 1945 году Латвийском союзе архитекторов из 69 довоенных членов зарегистрировались 16. Шталберг стал профессором Латвийского государственного университета и возглавил одну из архитектурных мастерских, второй руководил бывший ассистент Лаубе, Сергей Антонов. Дипломным проектом М.Стани стал концертный зал в рижской Цитадели на 900 мест. В 1945 году она успешно защитила его и получила диплом архитектора.

### Профессиональная карьера
Одна из лучших учениц Э. Е. Шталберга, Станя получила приглашение работать ассистентом на архитектурном факультете Университета. В конце 1940-х годов в Латвию приехало много латышских архитекторов из России, которые критиковали русский конструктивизм 1930-х. На архитектурном факультете соперничали неоэклектизм (мастерская Антонова) и функционализм (мастерская Шталберга), и эта борьба завершилась победой первого течения. Однако остались преподаватели, которые поддерживали линию Шталберга, среди них М.Станя. Осенью 1950 года было решено закрыть архитектурный факультет, но после студенческих протестов и письма Сталину, которое передала тётя одного из студентов с московским поездом, было создано архитектурное отделение на инженерно-строительном факультете Рижского политехнического института.
М.Станя в 1950 году нашла работу в мебельной артели «Ассоциация», где трудилась меньше года, но спроектированный ею мебельный комплект получил первую премию на Первой всесоюзной выставке мебели.
В 1951-53 году она вместе с Янисом Гинтерсом и Волдемаром Закисом спроектировала здание на Комсомольской набережной, 31, для Министерства сельского строительства. Работа была выполнена в латвийском филиале всесоюзного института «Гипросовхозстрой» (Государственный институт проектирования совхозного строительства). Это здание, построенное на месте разбомбленных во время войны домов, отличается лаконичностью и не имеет украшений, характерных для архитекторов московской школы того времени.

#### Колхозный архитектор
С 1953 году Станя становится архитектором и руководителем строительства в богатом и крупном рыболовецком колхозе «Звейниекс» близ Скулте, где она с 1951 года проектировала здание нового клуба вместе с Андрисом Калниньшем и группой архитекторов. Коллективу из 800 колхозников требовалось здание для собраний, театральных, музыкальных представлений и кинопоказов, а также выставок, художественной самодеятельности и спорта. Фундамент клуба заложили в 1952 году у изгиба реки Аге на возвышенности, где впоследствии были построены также средняя школа и жилые дома по проекту М.Стани. Клуб был спроектирован со всеми удобствами, центральным отоплением, однако из-за плохой оценки уровня грунтовых вод в подвал начала просачиваться вода, из-за чего потребовались дополнительные затраты на дренаж. Деньги выделило Министерство рыбного хозяйства Латвийской ССР, которое предоставило миллион рублей невозвращаемого кредита колхозу, а он сам вложил ещё 3 млн собственных средств. При многомиллионном обороте хозяйства (в 1958 году около 10 млн рублей) это были хотя и не самые неотложные, непроизводственные, но посильные затраты.
В 1955 году Станя начала проектировать здание средней школы в колхозном посёлке. 4 ноября 1955 года ЦК КПСС и СМ СССР приняли постановление «Об устранении излишеств в проектировании и строительстве», которое требовало строить экономичные здания и вводить индустриальные строительные конструкции. Это позволило Стане вернуться к той рациональной архитектуре, за пропаганду которой она пять лет назад была уволена из университета. Павильонная композиция школьного здания была задумана по скандинавским образцам.
В том же году Станя получила разрешение на строительство собственного дома на тихой рижской улице Бассейна, 5, в Задвинье, на выделенном ей ранее горисполкомом участке. Небольшой особняк площадью 74 кв.м. он строила своими силами до 1963 года, а жила в нём вместе с сестрой-инвалидом. Обе женщины не были замужем.

#### Победительница конкурса
В 1959 году Станя выиграла конкурс на лучший проект нового здания театра «Дайлес» в Риге, строительство которого началось в 1966 году, а окончилось через 10 лет, уже без создателя театра Э. Смильгиса и М. Стани. Их грандиозный замысел оказался обременительным для потомков: зал на 1014 мест режиссёру и актерам было трудно «заполнить» энергией. Впоследствии здание театра было включено в список охраняемых памятников культуры государственного значения, но композиция театральной площади так и осталась нерешенной, хотя в комплект чертежей 1964 года Станя включила эскизы высотного здания рядом с театром. Марта Станя была архитектором-концептуалистом, а технические решения она разрабатывала с помощью архитекторов-мужчин. В Скулте — с Андрисом Калныньшем, а на проект театра — с Имантом Якобсоном, который стал ее соавтором.
В период разработки проекта театра она была сотрудником проектного института «Горпроект» (1960—1969). В 1969 году перешла в Юрмальское отделение проектного института «Коммуналпроект».
Член Союза архитекторов СССР (1946).
Умерла в Риге 17 января 1972 года.

## Преподавательская работа
С 1953 года Марта Станя работала педагогом Рижской средней школы декоративно-прикладного искусства (1953—1959). Преподавая композицию на отделениях деревянной скульптуры и декоративного оформления, она сотрудничала с художницей по текстилю Эрной Рубеной, проектируя интерьер малогабаритных квартир как ансамбль, в котором в едином стиле создаются и мебель, и текстиль, в котором используюются и латышские, и скандинавские мотивы. Станя привлекла своих студентов к оформлению клуба колхоза «Звейниекс», для которого керамисты изготовили лепные украшения, металлобработчики — решётки радиаторов, а текстильщики — тканый занавес площадью 122 кв.м.
С 1958 года преподавала в Латвийской государственной академии художеств (1958—1971).

## Творчество
Творчеству М. Стани были присущи функциональная ясность и чистота формы с некоторым влиянием популярного в те годы брутального стиля. В отделке фасада жилого дома на улице Ленина, 313 (нынешняя ул. Бривибас) высокий эстетический уровень был достигнут применением алюминия и цветного стемалита. Впервые в послевоенной практике латвийской архитектуры были запроектированы светлые прихожие.
Наиболее значимые работы: здание театра «Дайлес» (1976), жилой дом на улице Бривибас, 313 (оба проекта совместно с И. Якобсоном и Х. Кандерсом, 1970), кинотеатр «Спартак» в Риге (1969), клуб, школа и многоэтажные дома в посёлке Звейниекциемс (1955—1959), школа в Энгуре (1964).
Ей принадлежат проекты многочисленных частных домов и дач в разных городах и курортах Латвии и ряд работ по проектированию мебели и оформлению интерьера.

## Память
Памяти архитектора был посвящён документальный фильм Латвийского телевидения «Архитектор Марта Станя» (режиссёр Даце Слагуне, автор сценария Вита Банга, 2004). В Латвийском музее архитектуры прошла персональная выставка «Марта Станя. Романтик модернизма» (2005).
В апреле 2023 года имя Марты Стани присвоено улице в Риге.